# Barbodes polylepis
Barbodes polylepis är en fiskart som beskrevs av Chen och Li, 1988. Barbodes polylepis ingår i släktet Barbodes och familjen karpfiskar. Inga underarter finns listade.